# Oonops puebla
Oonops puebla är en spindelart som beskrevs av Willis J. Gertsch och Davis 1942. Oonops puebla ingår i släktet Oonops och familjen dansspindlar. Inga underarter finns listade i Catalogue of Life.